# Xestia jordani
Xestia jordani is een vlinder uit de familie uilen (Noctuidae). De wetenschappelijke naam is voor het eerst geldig gepubliceerd in 1912 door Turati.
De soort komt voor in Europa.